# Rösslerite
La rosslerite è un minerale.